# Bernard Lewis
Bernard Lewis, född 31 maj 1916 i Stoke Newington i London, död 19 maj 2018 i Voorhees Township i Camden County i New Jersey, var en engelskfödd amerikansk historiker med islam och Mellanöstern som specialområde.